# Груб-ам-Форст
Груб-ам-Форст (нім. Grub am Forst) — громада в Німеччині, розташована в землі Баварія. Підпорядковується адміністративному округу Верхня Франконія. Входить до складу району Кобург. Центр об'єднання громад Груб-ам-Форст.
Площа — 11,97 км2. Населення становить 2809 ос. (станом на 31 грудня 2020).

## Галерея

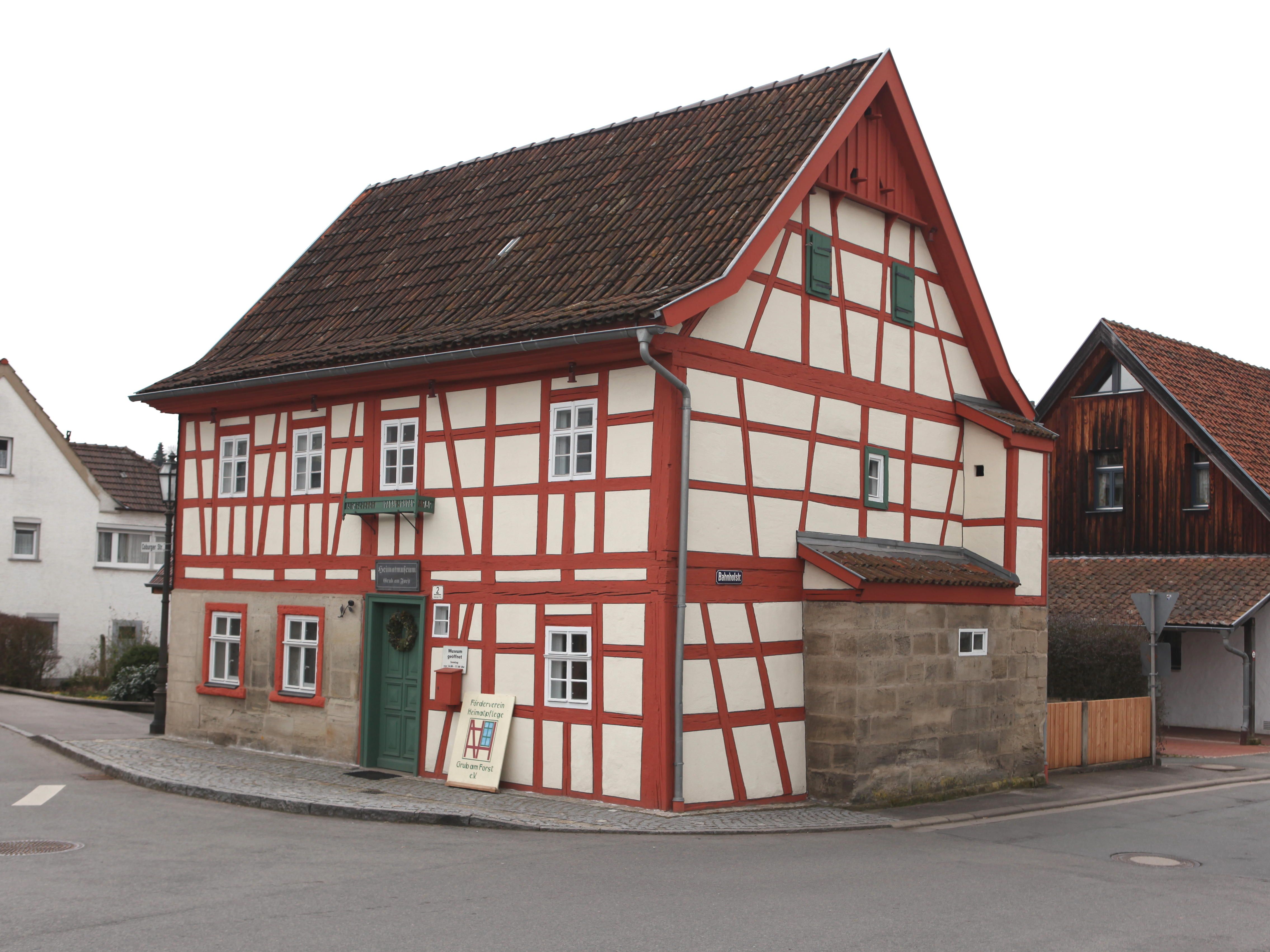